# لین مورای
لین مورای (انگلیسی: Lyn Murray؛ ۱۳ اوت ۱۹۰۹ – ۲۹ آوریل ۱۹۸۹) یک رهبر ارکستر، و آهنگساز اهل ایالات متحده آمریکا بود.